# Parc national de Tresticklan
Le parc national de Tresticklan (en suédois Tresticklan nationalpark) est un parc national situé dans la commune de Dals-Ed du comté de Västra Götaland, le long de la frontière norvégienne, dans la province historique de Dalsland en Suède. Il couvre 2 897 ha d'une vaste forêt de conifères, représentant la troisième plus vaste forêt quasi-intouchée de sud de la Suède. La faune et la flore du parc sont autrement relativement pauvres. La forêt est entaillée de nombreuses vallées et lacs, dont en particulier le lac Stora Tresticklan, qui donna son nom au parc. Le parc national a été constitué en 1996, et fait partie du réseau Natura 2000.

## Géographie
Le parc national de Tresticklan est situé dans la commune de Dals-Ed du comté de Västra Götaland, à environ 15 km de Ed, à l'ouest de la Suède. Il couvre 2 897 ha, le long de la frontière norvégienne.

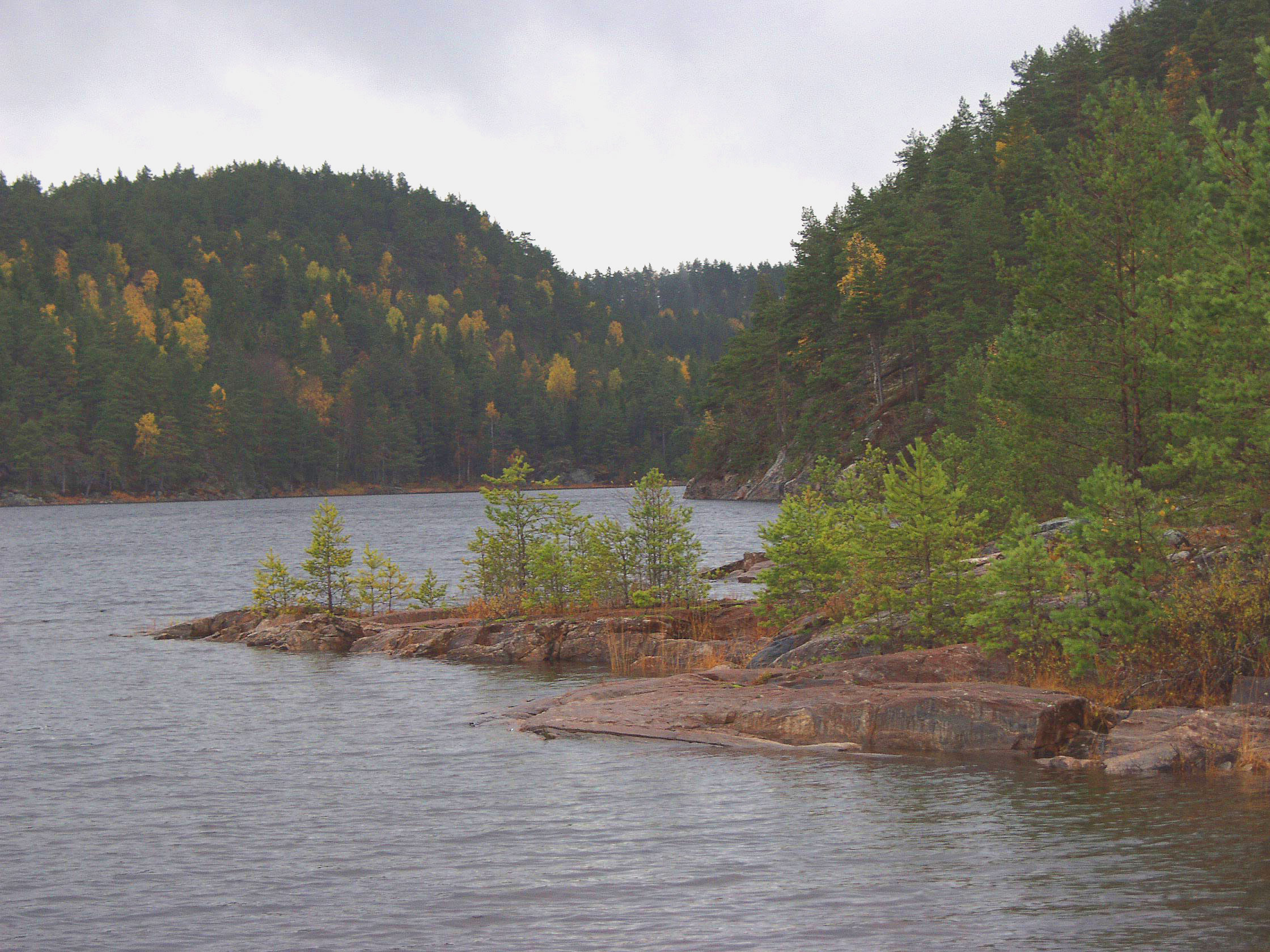
Budalsviken, une section du lac Boksjön, formant la frontière du parc et de la Suède.

Le paysage du parc est un paysage de vallées de fracture, avec des vallées très régulières orientées selon un axe nord-sud. Les différences d'altitudes sont relativement modérées, allant de 166 m d'altitude sur les rives du lac Boksjön à 275 m à Orshöjden, point culminant du parc. La roche est principalement du Grauwacke métamorphisé en gneiss avec un certain degré de migmatisation, caractéristique de la formation de Stora Le-Marstrand. Ces roches datent d'il y a environ 1 650 Ma ce qui en fait parmi les plus vieilles roches de l'ouest suédois. Quelques intrusions de diabase et pegmatite sont aussi à noter. La couche de sol est souvent très fine, la roche affleurant souvent, avec cependant une importante épaisseur de moraines au sud, faisant partie de la grande série de moraines terminales du centre suédois.
De nombreux lacs (environ 90) se forment dans ces étroites vallées de fracture, dont la plupart sont très petits, mais, excluant Boksjön qui forme la frontière du parc, quatre dépassent 5 ha : Kleningen, Stora Aborrtjärnet, Östra Bråtvallstjärnet et Stora Tresticklan qui a donné son nom au parc. Ce dernier mesure 84 ha et a une profondeur de 20 m. Les cours d'eau appartiennent aux bassins versants de différents fleuves : Enningdalsälven à l'ouest, Örekilsälven au sud, Göta älv à l'est et Haldenvassdraget au nord.

## Milieux naturels

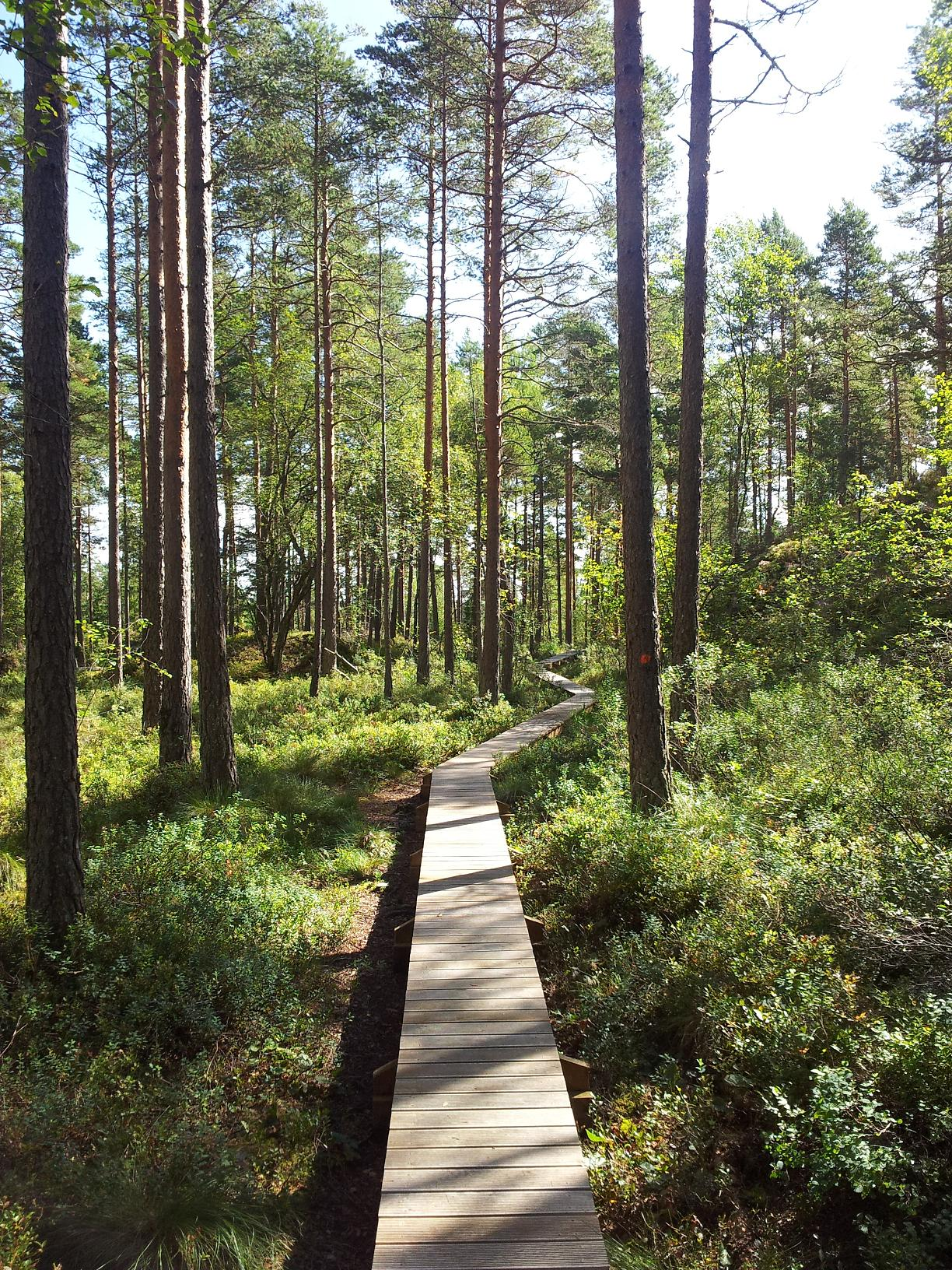
Forêt de pins dans le parc.

La région de Tresticklan est très sauvage et en particulier la forêt du parc n'a été que très peu affectée par la sylviculture. La forêt a brûlé de manière extensive dans les années 1830, mais a de nos jours le caractère d'une forêt ancienne ce qui en fait l'une des plus vastes forêts anciennes ou primaires du sud de la Suède et justifie sa protection. Le parc se situe dans l'écorégion des forêts mixtes sarmatiques, mais la forêt est en vaste majorité une forêt de conifères, plus précisément de pin sylvestre (Pinus sylvestris), quoique l'épicéa commun (Picea abies) est assez fréquent en particulier sur les sols un peu plus riches ou les milieux un peu plus humides. Beaucoup de ces pins sont vieux, typiquement entre 120 et 170 ans, le plus ancien datant probablement des années 1720. Lorsque les conditions sont favorables, les épicéas ont tendance à progressivement supplanter les pins comme essence dominante, mais les pins sont les premiers à se développer après un incendie. Les incendies naturels sont donc un élément important de l'équilibre de la forêt. Quelques feuillus se développent au sein de ces forêts de conifères, en particulier le bouleau pubescent (Betula pubescens), le tremble (Populus tremula), le saule marsault (Salix caprea), le sorbier des oiseaux (Sorbus aucuparia) et l'aulne glutineux (Alnus glutinosa). Du fait des sols pauvres, la végétation au sol est très maigre, dominés par les lichens du genre Cladonia et les mousses Dicranum, Pleurozium schreberi et Polytrichum commune. Parmi les plantes vasculaires, les espèces caractéristiques sont les éricacées telles que la myrtille (Vaccinium myrtillus), l'airelle rouge (Vaccinium vitis-idaea) et la myrtille des marais (Vaccinium uliginosum), mais aussi la molinie bleue (Molinia caerulea) en particulier dans les zones plus humides.
La faune du parc est relativement caractéristique de la taïga scandinave. Le chevreuil (Capreolus capreolus) et l'élan (Alces alces) sont communs et parmi les grands carnivores, le lynx boréal (Lynx lynx) et le loup gris commun (Canis lupus lupus) fréquentent le parc. Le parc comprend aussi une petite population de lièvre variable (Lepus timidus), de castor d'Europe (Castor fiber) et de renard roux (Vulpes vulpes),. Beaucoup d'espèces d'oiseaux apprécient les forêts anciennes, en particulier celles qui nichent dans les cavités des arbres telles que la mésange huppée (Lophophanes cristatus), la mésange charbonnière (Parus major), le gobemouche noir (Ficedula hypoleuca), le rougequeue à front blanc (Phoenicurus phoenicurus), le pic épeiche (Dendrocopos major), le pic noir (Dryocopus martius) ou encore le garrot à œil d'or (Bucephala clangula). Hormis celles-ci, les espèces les plus courantes du parc sont des passereaux, plus précisément le rouge-gorge familier (Erithacus rubecula), le pinson des arbres (Fringilla coelebs), le pouillot fitis (Phylloscopus trochilus), le pipit des arbres (Anthus trivialis), la mésange boréale (Poecile montanus), le roitelet huppé (Regulus regulus) et le tarin des aulnes (Spinus spinus). Les galliformes emblématiques de la taïga que sont le tétras lyre (Lyrurus tetrix), le grand Tétras (Tetrao urogallus) et la gélinotte des bois (Tetrastes bonasia) habitent aussi la forêt de Tresticklan. De nombreuses espèces d'insectes dépendent des forêts anciennes pour leur survie, et sont devenues rares du fait de l'exploitation industrielle de la plupart des forêts du pays. Ainsi, l'inventaire des insectes du parc effectué en 2008 a révélé de nombreuses espèces de coléoptères considérées comme menacées en Suède. En ce qui concerne les poissons, les eaux de la région sont particulièrement affectées par l'acidification et ne comptent aucun ou très peu d'individus. Une exception est le lac Stora Tresticklan qui comprend toujours une population de perche commune (Perca fluviatilis).

## Histoire
Le parc ne comprend presque aucune trace de l'époque préhistorique. La principale exception est un objet datant de l'âge de la pierre sur les rives du lac Boksjön.
Au cours de l'histoire, la zone était probablement principalement utilisée comme terrain de chasse et de pêche, en particulier dans le lac Stora Tresticklan, qui jusque dans les années 1950 était très riche en poisson, en particulier la truite et l'omble chevalier. Un petit chalet fut même construit en 1857 par une famille comme abri pendant la saison de pêche. La forêt était aussi utilisée comme terrain de pâture estivale pour le bétail et les chevaux des fermes de Nössemark et Rävmarken. Cette activité culmine dans les années 1930 et continue jusqu'en 1974. Le parc est aussi traversé par une ancienne voie marchande appelée Hallevägen reliant les villages de la région à Halden en Norvège. Durant la seconde Guerre mondiale, ce sentier était fortement utilisé par les gardes frontières mais aussi des réfugiés et une baraque fut construite à la frontière.
Bien que le parc a été dans l'ensemble peu affecté par l'homme, on y trouve quelques traces notables des activités historiques. Trois restes d'habitations sont disséminés dans le parc. Il s'agit d'un chalet à l'est de Budalsviken datant d'au moins 1704 et abandonné à la fin du XIXe siècle, de traces d'une ferme à Bråtarne, près d'Orshöjden, qui avait aussi un moulin à eau, et enfin des restes d'un chalet à Lövskogen. Très localement, les roches du parc ont aussi été exploitées au XVIIIe siècle principalement du fait de leur teneur élevée en fer. La plus grande mine est au nord-ouest de Orshöjden exploitée à la fin des années 1740 et il y avait même une petite forge sur la rive est de Tresticklan. La plupart de ces fosses sont maintenant remplies d'eau.
La zone est identifiée lors de l'inventaire national des forêts primaires dans les années 1980, ce qui conduit à la création du parc national en 1996.

## Gestion et protection
Comme pour la plupart des parcs nationaux de Suède, la gestion et l'administration sont divisées entre l'agence suédoise de protection de l'environnement (Naturvårdsverket) et le conseil d'administration des comtés (Länsstyrelse). Naturvårdsverket est chargé de la proposition des nouveaux parcs nationaux, sur consultation des conseils d'administration des comtés et des communes, et la création est entérinée par un vote du Parlement. Le terrain est ensuite acheté par l'État, par l'intermédiaire de Naturvårdsverket. La gestion du parc est ensuite assurée principalement par le comté, c'est-à-dire le conseil d'administration du comté de Västra Götaland pour Tresticklan. Si le but du parc est de préserver les milieux naturels dans leur état originel, des incendies contrôlés peuvent être allumés, étant un composant de l'équilibre naturel des forêts. En revanche, malgré l'acidité importante des lacs et cours d'eau, l'utilisation de chaux pour contrer cet effet a été interdite dans le parc, en partie parce que le lac Stora Tresticklan est utilisé comme référence dans le programme de restauration du pH des lacs du comté.

## Tourisme

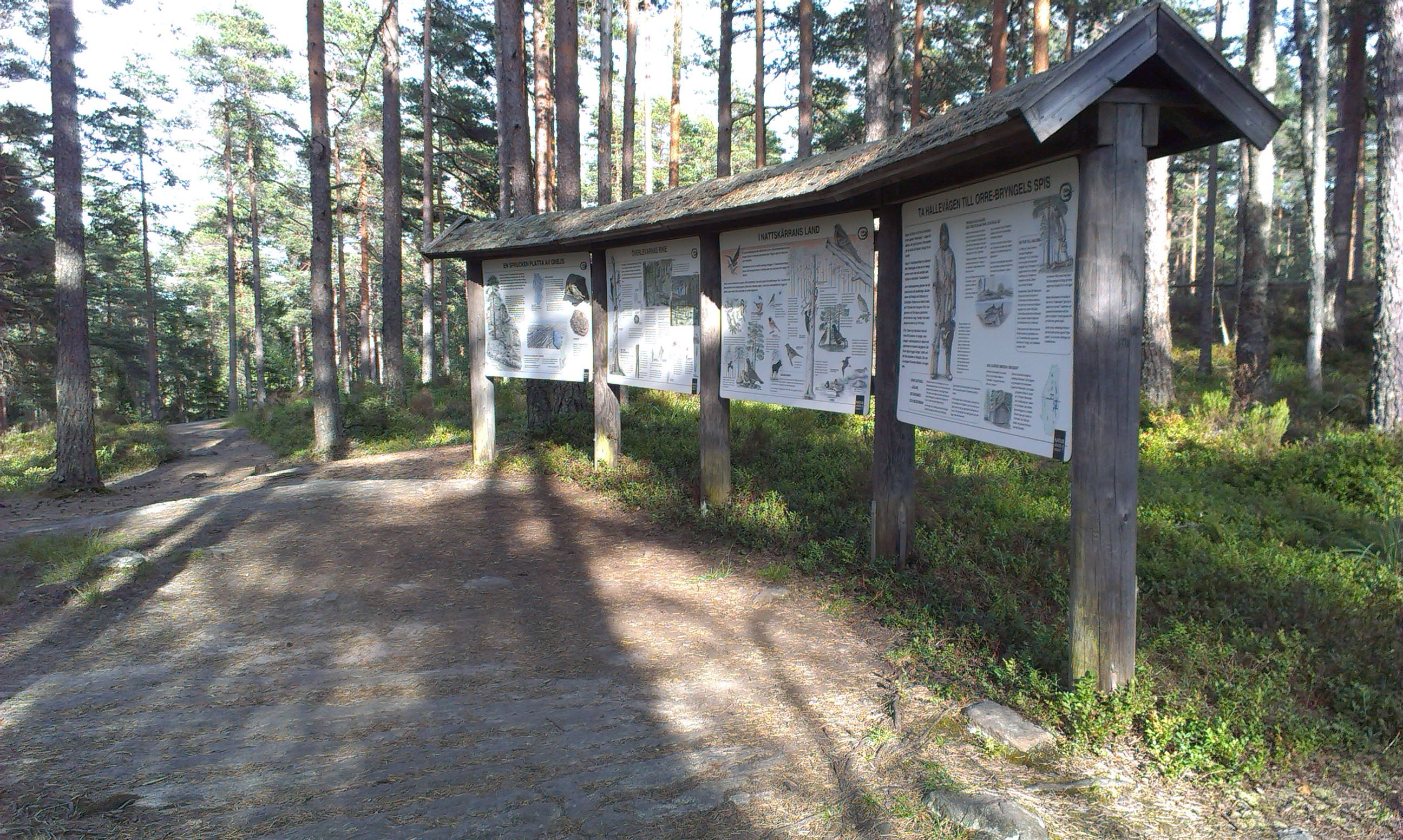
Panneaux d'informations à l'entrée du parc.

Le parc national est quelque peu éloigné des principaux centres de population du pays, et en conséquence ne reçoit qu'un nombre modéré de touristes, estimé à environ 5 000 visiteurs par an. Il est accessible par trois points d'entrée, le principal est Råbocken, à l'est et nécessite 600 m de randonnée depuis le parking pour accéder à la frontière du parc. Il est aussi possible d'entrer le parc depuis le sud à Klevmarken ou depuis la Norvège à l'ouest à Budalsvika. Ces trois entrées permettent de rejoindre le réseau de sentiers du parc. Près de l'entrée ouest, en Norvège, se trouve un chalet touristique permettant de passer la nuit, le camping étant autrement autorisé dans le parc.